# マギー・Q
マギー・Q（Maggie Q、本名:Margaret Denise Quigley、漢字：李 美琪 り びき/リ・メイチ/Lǐ Měiqí、ベトナム語：Lý Mỹ Kỳ リメイケイ、1979年5月22日 - ）は、アメリカ合衆国ハワイ州出身のモデル・女優。香港で本格的にキャリアをスタートさせたことから香港女優として紹介されることが多い。身長168cm。

## 略歴
ポーランド・アイルランド系米国人の父とベトナム人の母の間にハワイで生まれる。高校卒業後、モデルを志し17歳で東京に移る。その後台湾に移動するがモデルとして上手くいかず、知人に勧められて18歳で香港でチャンスを掴もうとする。中国系ではないため、中国語を学びながら活動していたが、ある日ジャッキー・チェンに誘われて彼の事務所に所属。その後、アジアンビューティーを体現する美貌で瞬く間に日本や台湾、香港など、アジア各国でスーパーモデルとして活躍するようになり、ハーパーズ・バザー、コスモポリタン、マダム・フィガロなど100冊以上の雑誌の表紙を飾った。日本でもキリンビバレッジ、資生堂など数本のCMに出演。
1999年、台湾のTVドラマ、『ハウス・オブ・ドラゴン』で女優業をスタート。同番組をきっかけに長編映画に進出し、同年の香港映画「Model From Hell」でデビュー。
翌年、香港新世代スターの共演と派手なVFXで話題となったポリス・アクションの続編、ジャッキー・チェン製作の『ジェネックスコップ2』に出演。
2001年、凸凹刑事コンビが大活躍する人気アクション・コメディの続編、ブレット・ラトナー監督の『ラッシュアワー2』で端役ながらハリウッド・デビュー。その後、数本のヨーロッパ映画にも出演。
2002年には、孤島での訓練を経て殺人マシーンとなった女性たちが繰り広げるセクシー・アクション映画、チン・シウトン監督の『レディ・ウェポン』に主人公のシャーリーン役で本格的な格闘技やヌードを披露、モデル出身の若手女優アンヤ・ウーと共演。
そして2006年、『ミッション：インポッシブル』シリーズの第3弾、J・J・エイブラムス監督の『M:I:III』では、イーサン・ハント率いるIMFチームの紅一点、“美しき武器のエキスパート”ゼーン役に抜擢され、本格的なハリウッド進出を果たした。主演のトム・クルーズやケリー・ラッセルらと共演し、アクション女優として地位を確立した。劇中では露出度の高い大胆なドレス姿を披露したが、撮影中に肩紐が外れてしまうハプニングが何度も起きた。また、劇中でゼーンがドレスの裾をまくり上げた際に、彼女の履いているショーツが露出してしまったが、これはマギーの私物ではなく、撮影用のアンダースコートだったことが後に分かった。
2007年には、ブルース・ウィリス主演の大人気アクションシリーズ第4弾、レン・ワイズマン監督の『ダイ・ハード4.0』でジョン・マクレーンの敵役の一人として激しいアクションを演じた。同年、負ければ死を宣告される卓球大会に挑む元天才卓球少年の死闘を、最新CGやカンフー・アクションを駆使して描く、ロバート・ベン・ガラント監督・脚本のパロディー満載のコメディ映画『燃えよ!ピンポン』にも出演。
2008年、三国志演義を基に蜀の武将、趙雲を主人公に描いた歴史活劇、ダニエル・リー監督・アンディ・ラウ主演の『三国志』では、クライマックスで趙雲と戦う曹嬰役で出演。
2010年、アメリカ製作のTVドラマ『NIKITA / ニキータ』に主演のニキータ役で出演。2013年の第4シーズンまで出演した。

### 私生活
マギー・Qはベジタリアンで、PETAの広告でヌードになったことがある。映画『三国志』の撮影に際して本物の毛皮を使わないように求めたのも彼女であった。
香港の俳優ダニエル・ウーと交際していたことがある。
2015年1月20日、テレビドラマ『STALKER:ストーカー犯罪特捜班』で共演したディラン・マクダーモットと婚約したとNew York Postが報じた。
2019年2月、婚約破棄となった。

## 主な出演作品

### 映画
| 公開年 | 邦題 原題                                              | 役名               | 備考           | 吹替                               |
| ------ | ------------------------------------------------------ | ------------------ | -------------- | ---------------------------------- |
| 2000   | ジェネックスコップ2 特警新人類2                        | ジェーン           | 香港映画       | 加藤有生子                         |
| 2001   | マギーQのマンハッタン・ミッドナイト Manhattan Midnight | スーザン / ホープ  | 香港映画       | （吹替版なし）                     |
| 2001   | ラッシュアワー2 Rush Hour 2                            | 車の女             |                | TBA                                |
| 2002   | レディ・ウェポン 赤裸特工                              | シャーリーン       | 香港映画       | 日野由利加                         |
| 2004   | マジック・キッチン 魔幻厨房                            | メイ               | 香港映画       | （吹替版なし）                     |
| 2004   | 80デイズ Around the World in 80 Days                   | 女将軍の手下       |                | TBA                                |
| 2005   | ドラゴン・スクワッド 猛龍                              | ユエ               | 香港映画       | 樋口あかり                         |
| 2006   | M:i:III Mission: Impossible III                        | ゼーン・リー       |                | 魏涼子（劇場公開版、フジテレビ版） |
| 2007   | ダイ・ハード4.0 Die Hard 4.0                           | マイ・リン         |                | 坪井木の実（劇場公開版、ソフト版） |
| 2007   | 燃えよ!ピンポン Balls of Fury                          | マギー・ウォン     |                | 本田貴子                           |
| 2008   | 彼が二度愛したS Deception                              | ティナ             |                | 片貝薫                             |
| 2008   | 三国志 三国之見龍卸甲                                  | 曹嬰               | 中国・韓国合作 | 岡寛恵                             |
| 2009   | ニューヨーク、アイラブユー New York, I Love You        | コールガール       |                | （吹替版なし）                     |
| 2009   | ウォーリアー&ウルフ 狼災記                             | ハラン族の女       | 中国映画       | （吹替版なし）                     |
| 2010   | 極秘指令 ドッグ×ドッグ Rogues Gallery                  | 女教皇             |                | （吹替版なし）                     |
| 2010   | ザ・キング・オブ・ファイターズ The King of Fighters    | 不知火舞           |                | 小清水亜美                         |
| 2011   | プリースト Priest                                      | プリーステス       |                | 園崎未恵                           |
| 2014   | ダイバージェント Divergent                             | トーリ・ウー       |                | 加藤有生子                         |
| 2015   | ダイバージェントNEO The Divergent Series: Insurgent    | トーリ・ウー       |                | 加藤有生子                         |
| 2016   | ダイバージェントFINAL The Divergent Series: Allegiant  | トーリ・ウー       |                | 加藤有生子                         |
| 2017   | スリープレス それは、眠ると憑いてくる。 Slumber        | アリス・アーノルド |                | 小杉ゆう子                         |
| 2018   | Mr.&Mrs.フォックス The Con Is On                       | イリーナ           |                | 竹村知美                           |
| 2020   | ファンタジー・アイランド Fantasy Island                | グウェン・オルセン |                | 加藤有生子                         |
| 2020   | デス・オブ・ミー Death of Me                           | クリスティーン     |                | 中村千絵                           |
| 2021   | マーベラス The Protégé                                 | アンナ・ダットン   |                | 加藤有生子                         |
| 2023   | レディ・サバイブ Fear the Night                        | テス               |                | 寺依沙織                           |
| 2023   | ファミリー・プラン The Family Plan                     | グウェン           |                | 加藤有生子                         |

### テレビドラマ
| 製作年    | 邦題 原題                                    | 役名             | 備考                 | 吹替       |
| --------- | -------------------------------------------- | ---------------- | -------------------- | ---------- |
| 2010-2013 | NIKITA / ニキータ NIKITA                     | ニキータ         | 主演、73エピソード   | 園崎未恵   |
| 2014-2015 | STALKER: ストーカー犯罪特捜班 Stalker        | ベス・デイヴィス | 主演、20エピソード   | 園崎未恵   |
| 2016–2019 | サバイバー: 宿命の大統領 Designated Survivor | ハンナ・ウェルズ | メイン、50エピソード | 松浦裕美子 |
| 2022      | Pivoting                                     | Sarah            | メイン               | N/A        |
| 2025      | ボッシュ: 受け継がれるもの Bosch: Legacy     | レネイ・バラード | ファイナルシーズン   |            |
| 2025      | バラード 未解決事件捜査班 Ballard            | レネイ・バラード | 主演、10エピソード   | 皆川純子   |

### アニメーション
| 製作年    | 邦題 原題                          | 役名             | 備考     | 吹替       |
| --------- | ---------------------------------- | ---------------- | -------- | ---------- |
| 2012-2019 | ヤング・ジャスティス Young Justice | ワンダーウーマン | 声の出演 | 矢野亜沙美 |

## テレビゲーム
- ニード・フォー・スピード アンダーカバー （2008年、PS3、Xbox 360、PS2、Wii、PSP）

## 関連文献
- Maggie Q at Her Hottest - slideshow by Life magazine